# Grote Havenbrug
De Grote Havenbrug is een brug in de Nederlandse stad Leiden. De brug bevindt zich op het punt waar de Herengracht overgaat in de Oude Herengracht. De brug verbindt het Havenplein met de Haven. Het betreft een rolbasculebrug, gebouwd in de stijl van de Amsterdamse School. De brug heeft een overspanning met één opening. Over de brug loopt een rijweg van 14,5 meter breed en twee voet trottoirs van 2,75 meter breed.

## Geschiedenis
In 1879 werd een ijzeren draaibrug aangebracht. In 1893 werd deze vervangen door een wijdere dubbele ophaalbrug. In 1927 werd besloten een rolbasculebrug te bouwen. Tussen 1929 en 1930 bouwde men de huidige brug. De brug werd op 3 december in gebruik genomen voor het verkeer. In datzelfde jaar moest het houten wegdek nog worden vernieuwd.
Sinds 2000 staat het object ingeschreven als rijksmonument in het monumentenregister. Zowel het brugwachtershuisje met politiepost als het transformatorgebouw met urinoir zijn ook rijksmonument.

## Foto's

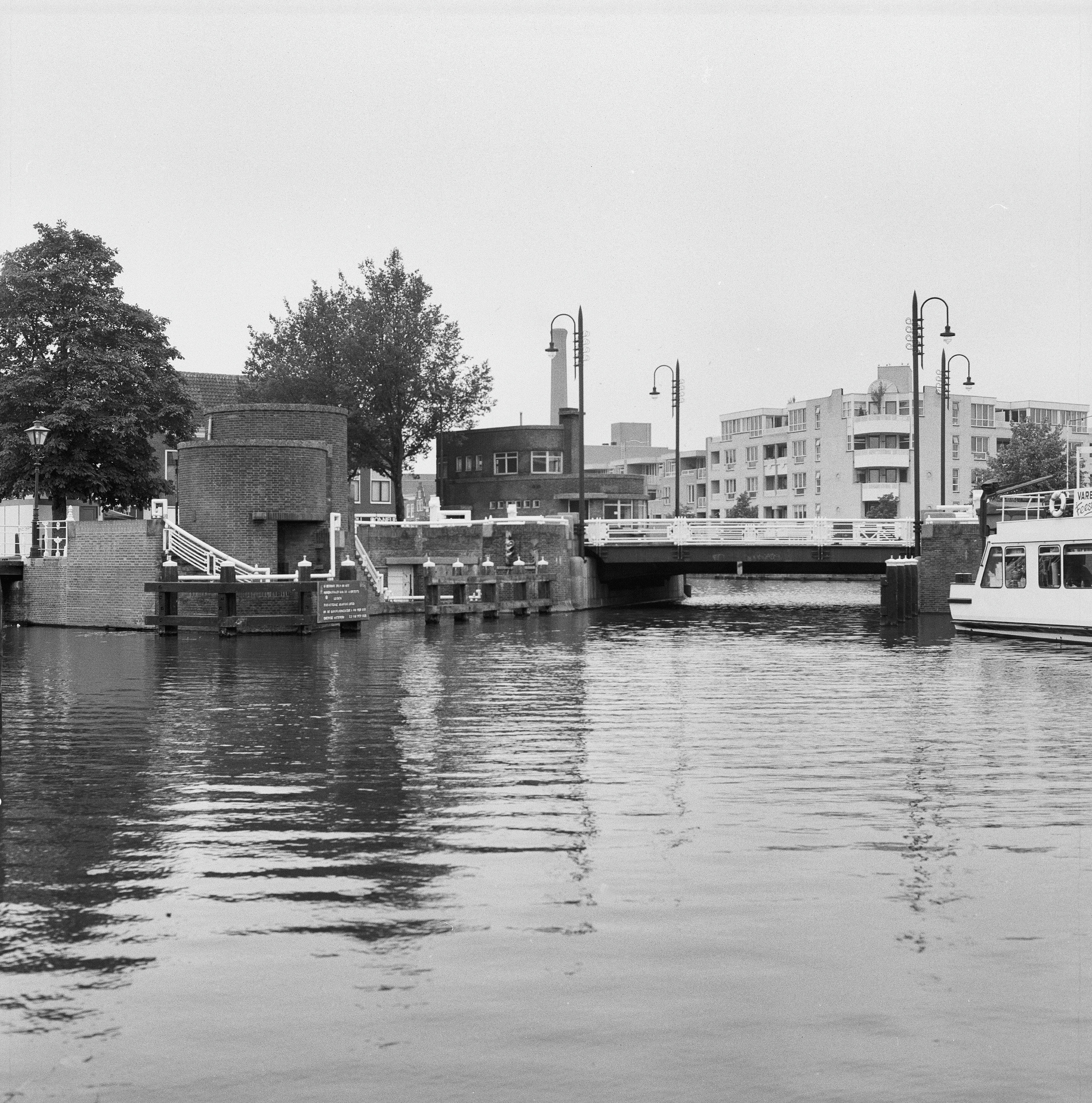
Brug in 1996
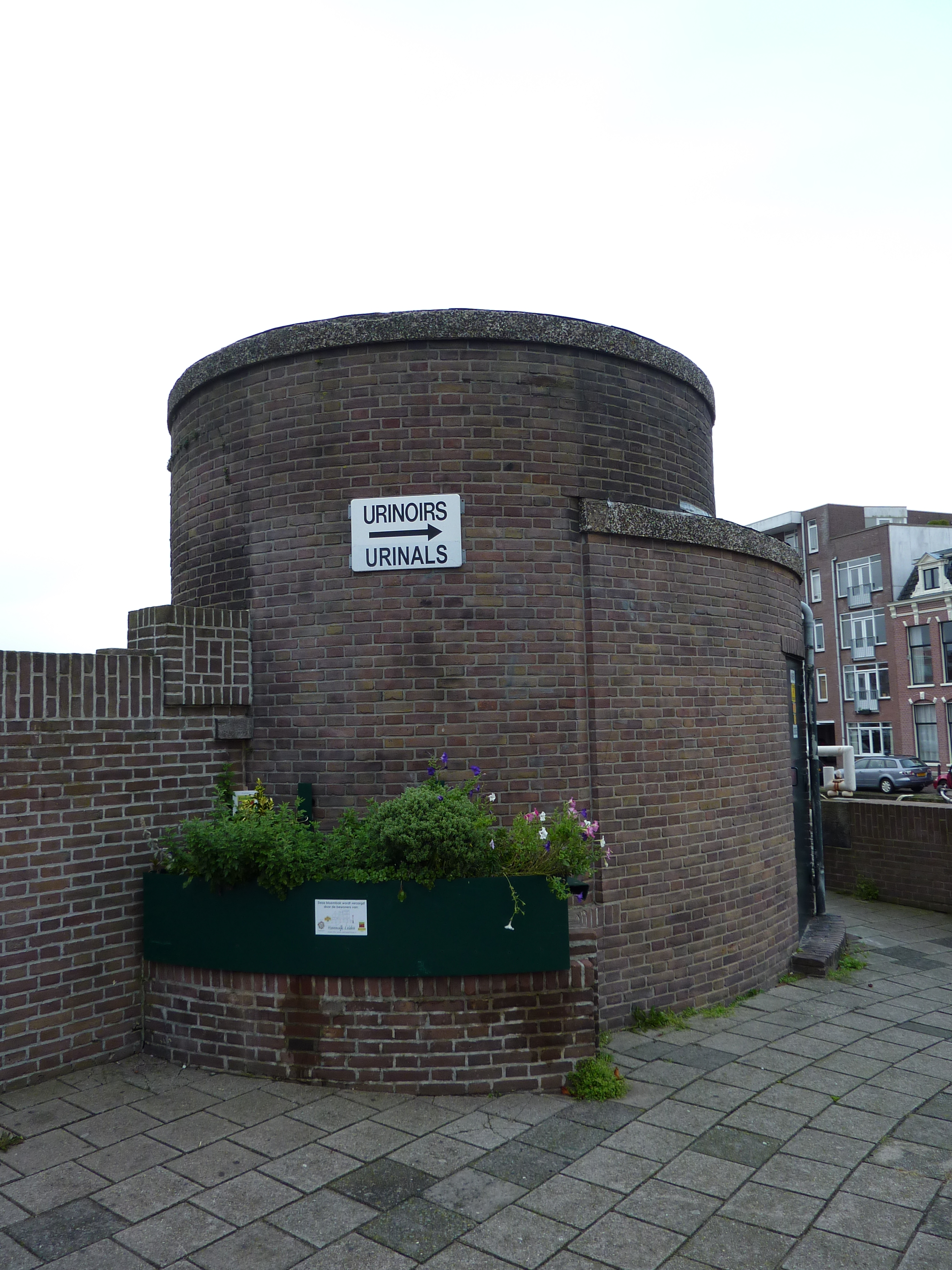
transformatorgebouw met urinoir
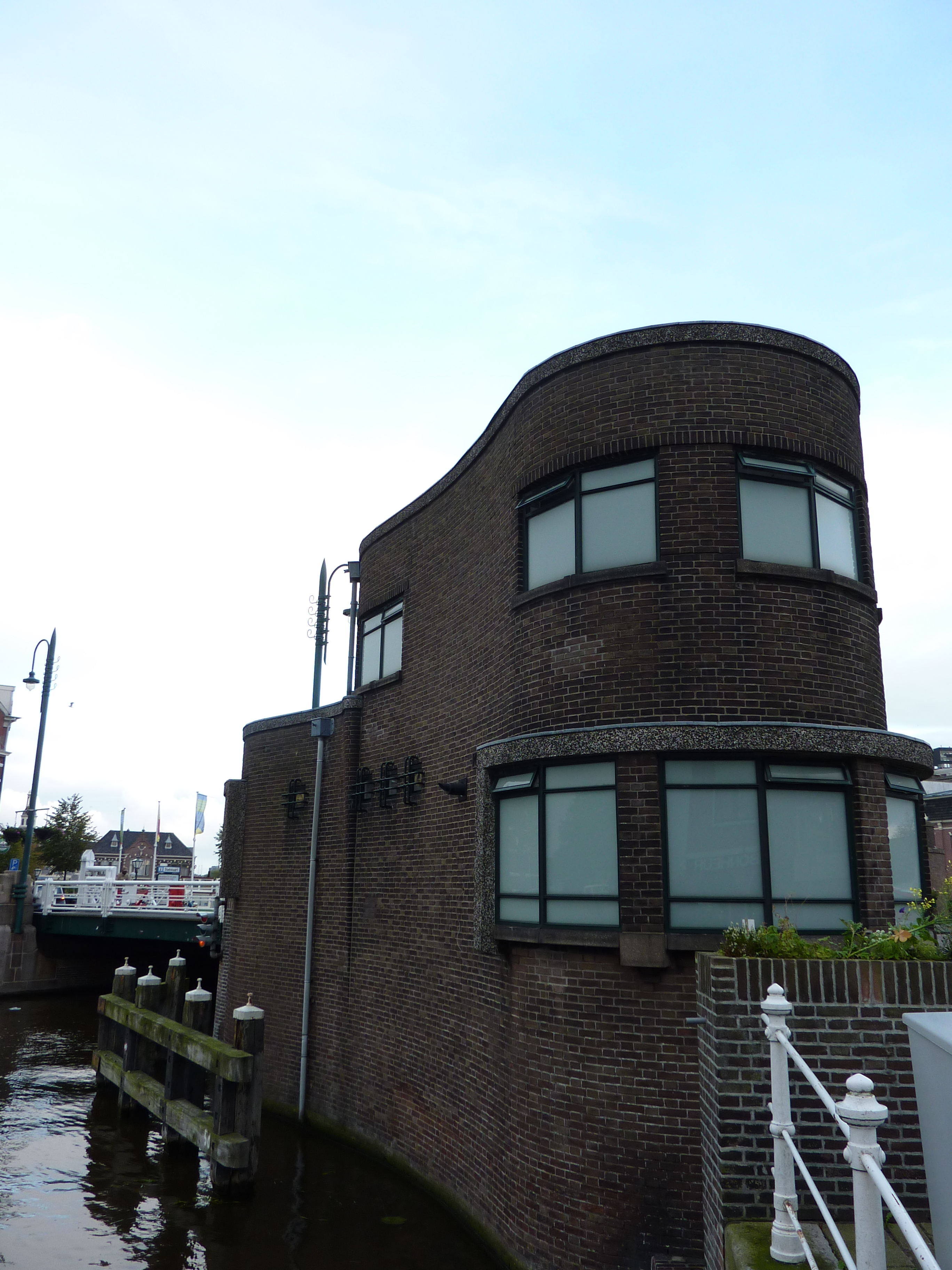
brugwachtershuisje met politiepost
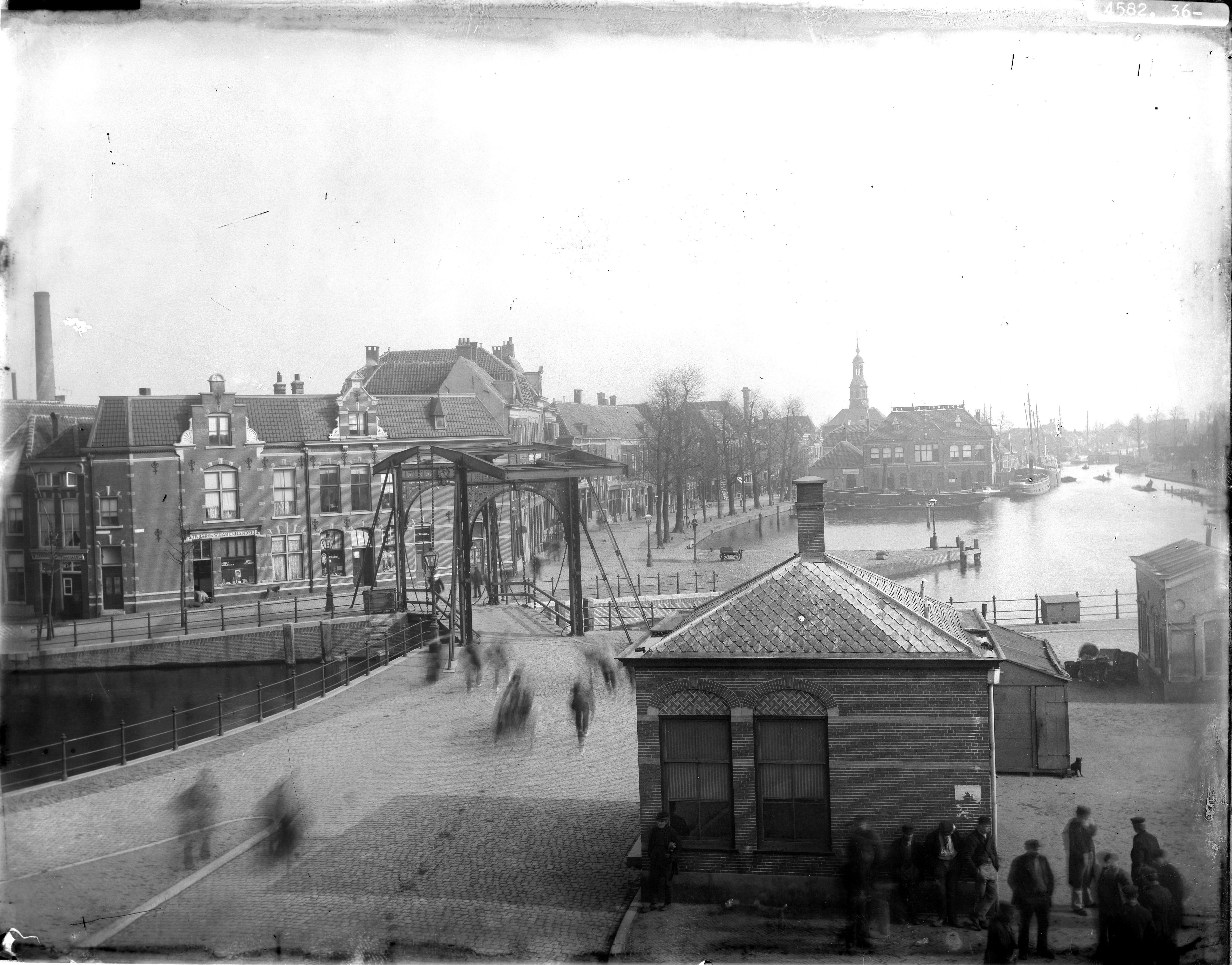
Gezicht op de Haven vanuit een pand aan het Havenplein naar het oosten. Glasnegatief uit het einde van de 19de eeuw.